# Saint-André-le-Coq
Saint-André-le-Coq è un comune francese di 506 abitanti situato nel dipartimento del Puy-de-Dôme nella regione dell'Alvernia-Rodano-Alpi.

## Società

### Evoluzione demografica
Abitanti censiti